# Aeroportul Internațional Coronel Felipe Varela
Aeroportul Internațional Coronel Felipe Varela (IATA: CTC, ICAO: SANC) este un aeroport din Provincia Catamarca, Argentina ce deservește zona San Fernando del Valle de Catamarca⁠(d). Aeroportul a fost tranzitat în decembrie 2022 de 4.761 de pasageri. A fost deschis în 1972.
Situat la o altitudine de 463 m, aeroportul dispune de o singură pistă. Este operat de Aeropuertos Argentina⁠(d).